# I. Antiokhosz szeleukida uralkodó
I. Antiokhosz Szótér (görögül: Aντιóχoς δ Σωτήρ "megmentő", Kr. e. 324 – Kr. e. 261. június 2.) volt a Szeleukida Birodalom második uralkodója. Az államalapító I. Szeleukosz Nikátor gyermekeként örökölte a hatalmas kiterjedésű birodalom trónját. A még fiatal államalakulat sok gondot jelentett, és összetartása nagy feladat volt a negyvenes éveiben járó uralkodónak. Antiokhosz regnálásának idején a birodalmat több irányú veszedelem is fenyegette. Szíria fellázadt ellene, Anatólia északi része el akart szakadni a birodalomtól, és nyugaton is háborúba keveredett. Az egyszerre feléledő akadályok komoly próbát jelentettek Antiokhosznak, és azok gyakran le is gyűrték a hatalmas birodalom urát.

## Szeleukosz gyermeke
Hozzávetőleg Kr. e. 325-ben látta meg a napvilágot valahol India távoli tájain. Szeleukosz és a perzsa Szogda hercegnőjének, Apamának a gyermeke. Apja akkoriban vette át a család irányítását nagyapjától, akit szintén Antiokhosznak hívtak. Szeleukosz Nagy Sándor egyik hadvezéreként igényt tartott a felbomló óriási birodalom egy részére, méghozzá a keleti részre. A lassan felcseperedő Antiokhosz a folyamatos háborúk közepette nőtt fel. Igen tevékenyen részt vett apja csatáiban, amelyet főként Antigonosz Monophtalmosz hadvezér ellen vívott. Antiokhosz nagyszerű hadvezérnek mutatkozott, bár nem sikerült mindig győzelemre vezetnie seregét, amint azt a krónikák lejegyezték a döntő ipszoszi csatában, Kr. e. 301-ben. A történelmi források szerint az Antigonoszt elpusztító utolsó és egyben legfontosabb csatában Antiokhosz egy lovas alakulatot vezetett csatába, ám Antigonosz egyik vezére, Demetriosz Poliokrétésszel szemben alul maradt. A csata ugyan elveszett, de a háború a Szeleukida Birodalom megalapításával végződött.

Győztes apja felesége révén megszilárdította uralmát Perzsiában is, és a hatalmas birodalmat igyekezett tartós államként összetartani. Ez nem volt olyan egyszerű, hiszen a birodalom déli és nyugati határvidékeit Sándor más nagy hadvezérei vitatták. Így háború tört ki az egyiptomi Ptolemaioszokkal és Makedóniával is. A sokasodó nyugati gondok arra ösztönözték a keleti határoknál élő törzseket, hogy függetlenedjenek a Szeleukida uralkodótól. Ráadásul nomád népek kezdték ostromolni a birodalom ezen részeit. Szeleukosz belátta, hogy a sokrétű problémákat egyedül már képtelen megoldani, ezért Antiokhoszt először Kr. e. 294-ben az Eufrátesz környéki terület szatrapájának nevezte ki, majd Kr. e. 292-ben a birodalom keleti részének királyává tette meg.

### A keleti birodalom királya
Szeleukosz fantasztikus előrelátással rendelte gyermekét a birodalom keleti részeinek élére. Antiokhosz a nem hellenizált területen sokkal hitelesebb uralkodónak hatott, mint Szeleukosz, hiszen ereiben perzsa vér is csörgedezett. Úgy tartják, hogy valójában nem Nagy Sándor seregei hellenizálták a távoli területeket, hanem Antiokhosz. A Tigris folyó mentén megalapította Seleucia városát, amely hamarosan a keleti birodalom egyik legfontosabb központjává vált, és ezt a várost nevezte ki saját székhelyének. Innen indította el seregeit a nomád népek ellen, akik pár vesztett csata után ismét visszavonultak a birodalom határai mögé. Antiokhosz legfontosabb uralkodói döntése az volt, hogy a keleti területeket felderíti és hozzákapcsolja a nyugati kultúrához. Ezért Milétoszi Demodamaszt elküldte, hogy az Iaxarte folyó (a mai Szir-darja) völgyét fedezze fel. Patroklosz admirális a Kaszpi-tengert hajózta be, míg Megasztenész az indiai Polibotra államban Antiokhosz követe lett. A felfedezők nem csupán a messzi tájak kincseit, népeit fedezték fel, hanem megvetették a görög kultúra gyökereit is. Ezért Antiokhosz egyre otthonosabban érezte magát a keleti végeken, és megalapította Margianában Antiochia nevű városát, amely új székhelyévé vált. A keleti felfedezőutak felpezsdítették a keleti kereskedelmet is, így a határok mentén több város és erőd is épült Antiokhosz nyomására.

Eközben apja nyugaton Makedónia és Trákia ellen vezeti seregeit. Ezért Antiokhosz megkapta az egész Ázsia feletti hatalmat. A háború azonban bukással végződött és Szeleukoszt Kr. e. 281-ben megölték. Ekkor utódja, Antiokhosz léphetett a birodalom trónjára.

## Antiokhosz és a sokgondú birodalom

### A trónra lépés pillanatképe a birodalomban

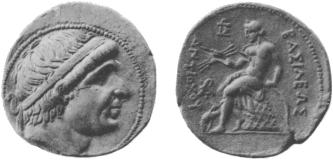
I. Antiokhosz ezüst érmei

Antiokhosz feleségül vette egyik mostohaanyját, Sztratonikhét, akitől két gyermeke született: Szeleukosz és Antiokhosz. A trónra lépő uralkodó először szembesült a birodalom nagy problémáival. A keleti területek teljes támogatásukról biztosították az új uralkodót, de nyugaton úgy vélték, hogy a birodalom alapítójának halála után felbomolhat a Szeleukidák hatalma. Észak-Antalóia fellázadt Antiokhosz uralma ellen, és függetleníteni akarta magát. Szíria pedig mindig is vonzó célpont és örök vita tárgya volt az egyiptomiak szemében, ezért a fáraó lázadást szított az új király ellen. A belső problémák mellett persze Szeleukosz félbehagyott nyugati háborúja sem egyszerűsítette a trónra lépő uralkodó dolgát. II. Antigonosz Gonatasz, makedón király megtámadta Antiokhosz bomladozó birodalmát. Az új uralkodó szükségét érezte, hogy elsőként apja halálát bosszulja meg Antigonoszon, és kijelentette, hogy Trákiára és Makedóniára is igényt tart. A sokrétű problémákkal azonban nehezen tudta felvenni a versenyt.

### Gallok Kis-Ázsiában
A háború tehát nyugaton folytatódott, és Antiokhosz csak nehezen tudta tartani a határokat Antigonosz seregeivel szemben. Azonban egy váratlan fordulatnak köszönhetően megváltozott a háború menete. Kr. e. 279-ben gallok érkeztek Európa északi része felől, és a Balkán-félszigetet végigpusztítva komoly veszélyt jelentettek Antigonosz uralmára. Antiokhosz és a makedón uralkodó Kr. e. 278-ban békét kötöttek a közös ellenség miatt. A békét házassággal is megpecsételték, így Antiokhosz Fila nevű leánya férjül ment Antigonoszhoz. Thermopülainál a két uralkodó egyesített serege visszaverte a gallokat, akik a súlyos vereség miatt gyorsan átnyomultak Kis-Ázsiába. Ezt Nikomédész is elősegítette, aki az anatóliai függetlenség kivívásáért hívta be a gallokat. Abban reménykedett, hogy a nomád, húsz ezres sereg végül megszünteti Antiokhosz hatalmát. A rabló gall hordák ellen sokáig tehetetlenül harcolt az uralkodó, míg először Kr. e. 277-ben aratott felettük győzelmet, ez azonban nem bizonyult elegendőnek, hiszen az anatóliai támogatók segítségével hamar talpra állt a gall sereg. 275-ben sikerült Szíriában is békét teremteni. A lázongásokat elfojtotta, az egyiptomi támadókat visszaverte. Ettől kezdve egyedül az anatóliai problémára koncentrálhatott. Keletről harci elefántokat hozatott, és a hatalmas lényekkel sohasem szembesült gallokat 275-ben teljesen megsemmisítette. A megmaradt gall népséget Phrügiában telepítették le.

A gallok féktelen rablóhadjáratai alól felszabadított jón városok hálából a Szótér jelzőt adták az uralkodónak, amely görögül megmentőt, felszabadítót jelent. Antiokhosz büszkén viselte ezt a címet, és a későbbi korok folyamán összenőtt nevével.

### Az első szíriai háború
Antiokhosz uralkodásának legnagyobb hadi vállalkozása volt az ókor egyik kiemelkedő háborúja, a Kr. e. 276 és 272 között zajló első szíriai háború. A Nagy Sándortól örökölt hatalmas birodalom felosztása gyakran vezetett véres háborúkhoz. A két legerősebb államalakulatot a Szeleukidák és a Ptolemaioszok birtokolták, és a két uralkodó dinasztia határvidékén több vitatott terület is volt. A legfontosabb Szíria déli része, az akkoriban Koilé-Szíria néven ismert terület volt. Egyiptom gyakran indított seregeket ennek a területnek a megszerzésére. II. Ptolemaiosz fáraó Kr. e. 279-ben betört Kis-Ázsiába, kihasználva, hogy Antiokhosz seregei nyugaton vannak lekötve, és elfoglalta Milétosz városát, és még pár jón települést. 276-ban az egyiptomi seregek Szíriába is betörtek, amely a Szeleukidák központjának számított, hiszen fővárosuk, Antiochia is itt épült fel. Ekkor kezdődött az első szíriai háború.

Antiokhosznak sikerült legyőznie a betörő seregeket, és ezzel elsimítani a szír lázongásokat is. A belpolitikai helyzet rendeződésével Antiokhosz figyelmét az Egyiptommal fennálló ellentétekre összpontosíthatta. Mindent elsöprő támadást tervezett Ptolemaiosz birodalma ellen, és nagy terveihez szövetségest keresett. Antigonosz nem akart ujjat húzni az erős és gazdag Egyiptommal. Ekkor került Antiokhosz látószögébe Maga, Küréné királya, aki Ptolemaiosz féltékeny testvére volt. Maga lázadást szított Egyiptomban, és Ptolemaiosznak csak nehezen sikerült megfékeznie az ellene irányult támadást. Végül a fáraó egy házasságra bírta rá Magát. A kürénéi király feleségül az energikus Apama hercegnőt vette feleségül, aki Ptolemaiosz oldalára állította a királyt. Antiokhosz tehát egyedül maradt, és az egyiptomi seregek újult erővel támadtak a keleti szomszédra. A fáraó flottája Kis-Ázsiát támadta meg, míg a szárazföldi csapatok az Eufrátesz vonalát támadták meg. A Szeleukidák nem rendelkeztek nagy flottával, ezért a tengeren vereséget szenvedtek. A szárazföldi csapatok pedig fáradtak és elcsigázottak voltak, ráadásul a harcok kezdetén pestisjárvány ütötte fel a fejét a katonai táborban. A kritikus helyzetben Antiokhosz kénytelen volt békét kötni Ptolemaiosszal Kr. e. 272-ben. Ennek értelmében Egyiptom hatalma kiterjedt Kis-Ázsia partvidékére és Föníciára is. A jelentős veszteségeket nehezen tudta megemészteni a király és a birodalom egyaránt.

### Pergamoni háború
A szíriai háború után majdnem hároméves béke köszöntött a birodalomra. Antiokhosz ekkor látott birodalmának egységesítéséhez. Uralkodása alatt mindvégig támogatta a hellenizációt, görög telepeseket hívott be az országba, új városokat alapított szerte a birodalomban. A gallok ellensúlyozására több jón várost alapított Phrügiában, míg keleten a perzsa kultúra terjedésének megállítására a babiloni vallást és kultúrát támogatta. (Ezért építtette újjá a babiloniak Észagíla-szentélyét is.) A béke korszaka azonban gyorsan letűnt. Még Kr. e. 280-ban társuralkodójának fogadta idősebbik fiát, Szeleukoszt, akit a birodalom keleti részének királyává tett meg. Szeleukosz azonban nem volt olyan kiváló uralkodó, mint apja, és egyedül hatalmának növelését tartotta szem előtt. Kr. e. 269-ben lázadást robbantott ki Antiokhosz ellen, és a három évig húzódó harcok végül arra késztették Antiokhoszt, hogy legyilkolja saját gyermekét. Szeleukosz halála után másodszülött fia, Antiokhosz lett a társuralkodó. Ő már valószínűleg nem uralkodott semmiféle területen, hiszen Antiokhosz király tanult a leckéből.
A súlyos vereség, a hatalmi pozíció gyengülése arra sarkallta Antiokhoszt, hogy ne engedje tovább csökkenni birodalma hatalmát. Ezért Kr. e. 266-ban háborút kezdett Pergamonnal, amelynek növekvő hatalmi pozícióit akarta megtörni. Azonban a szeleukida sereg még nem pihente ki a szíriai háborút, és az azt követő keleti lázadások harcait. Ezért Eumenész pergamoni király ellen háborút veszít. A kis-ázsiai hegemónia egyre veszendőbe került Antiokhosz élete végén.

## Utódlás és halál
Antiokhosz számára nagy csapás volt, hogy elsőszülött gyermeke ellene fordult. Még nehezebben tette túl magát Szeleukosz halálán, akinek halálos ítéletét neki kellett kimondania. Ugyan másodszülött gyermeke, Antiokhosz átvehette helyét, őt a család hercegnek nevelte és nem uralkodónak. A csaták során mégis felkeltette apja bizalmát. Antiokhosz végül az ifjabb Antiokhosznak garantálta a trónt, őt tette meg trónörökössé. A Pergamon ellen vívott vesztes háború után hazatérő uralkodót Epheszoszban érte utol a halál 261 elején. Sokak szerint a sikertelenség és a lelki bánat, sérelem ölte meg.